# 王畿

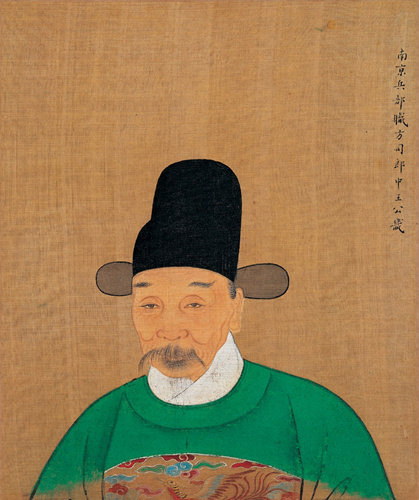
王畿

王 畿（おう き、1498年 - 1583年）は、中国明代の儒学者。字は汝中、号は龍渓。紹興府山陰県（現在の浙江省紹興市越城区）の出身。

## 生涯
王守仁（王陽明）の門弟子である。同門の銭徳洪（号は緒山）と並び称され、王守仁も門人たちに「王銭二生在越中。若輩往質之。不異見我也」と告げたほどであった。師が没し三年喪に服した。嘉靖11年（1532年）、進士及第を果たし、しばらくは官途に就いた。
その後、野に下り、以後、40年間にわたって江南地方で講学につとめ、致良知の陽明学を広めることに尽力した。また、師の王守仁の無善無悪の説を発展させた四無説と呼ばれる独自の説を展開し、李贄（李卓吾）らに影響を及ぼすこととなった。李贄は王畿と羅汝芳をの2人を共に師と仰ぎ、「二先生の書物を読まない年はなく、二先生の説を語らない時はない」（『焚書』巻三、羅近渓先生告文）と述べ敬重している。
またその思想は江戸期の日本でも学ばれ、中江藤樹などにも大きな影響を与えた。

## 著書
- 『龍渓先生全集』

## 伝記
- 『明史』巻283
- 『明史稿』巻185
- 『明詩綜』巻41
- 『明儒学案』巻12